# Sant Miquel de Vila-roja
Sant Miquel de Vila-roja és l'església del poble de Vila-roja, de la comuna nord-catalana de Costoja, a la comarca del Vallespir.
Està situada al bell mig del poble de Vila-roja, d'hàbitat dispers amb un petit nucli al voltant de l'església i del que fou el seu cementiri. Formava part de la Cellera de Vila-roja.
Vila-roja és esmentada el 936 en el mateix document on Rotruda ven a la comtessa de Cerdanya Ava i al seu fill Oliba el seu alou de Costoja: en fer les afrontacions d'aquell alou, diu que a migdia es troba Villa Rubea. L'església no és esmentada fins al 1396, quan s'hi institueix un benefici, tot i que la construcció és clarament anterior.
Apareix pràcticament sempre com a sufragània de Santa Maria de Costoja, tot i que alguns documents d'època moderna deixen entreveure que podria haver estat un temps parroquial.
L'església és un edifici romànic molt modificat, originalment d'una sola nau coberta amb volta de canó seguit, capçada a llevant per un absis semicircular. Una segona nau fou afegida al sud al segle xviii i, encara, també hi fou afegit un porxo, igualment a migdia. L'aparell visible -bona part encara roman oculta per l'arrebossat- mostra una obra de la segona meitat del segle xi. Un petit campanar d'espadanya corona el frontis, a ponent, en part amagada per les construccions afegides en aquell sector.